# Düsseldorf Open (ATP World Tour)
Düsseldorf Open (dawniej Power Horse Cup) – męski turniej tenisowy kategorii ATP World Tour 250 zaliczany do cyklu ATP World Tour. Rozgrywany na kortach ziemnych we niemieckim Düsseldorfie w latach 2013–2014.
W latach 1978–2012 zawody odbywały się między ośmioma męskimi reprezentacjami narodowymi, pod nazwą Power Horse World Team Cup.

## Mecze finałowe

### gra pojedyncza mężczyzn
| Rok  | Zwycięzca             | Finalista       | Wynik       |
| 2014 | Philipp Kohlschreiber | Ivo Karlović    | 6:2, 7:6(4) |
| 2013 | Juan Mónaco           | Jarkko Nieminen | 6:4, 6:3    |

### gra podwójna mężczyzn
| Rok  | Zwycięzcy                      | Finaliści                      | Wynik          |
| 2014 | Santiago González Scott Lipsky | Martin Emmrich Christopher Kas | 7:5, 4:6, 10–3 |
| 2013 | Andre Begemann Martin Emmrich  | Treat Huey Dominic Inglot      | 7:5, 6:2       |